# 孔子

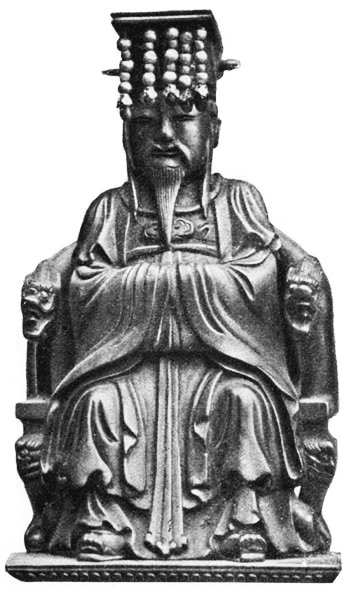
孔夫子の像

孔子（こうし/くじ、拼音: Kǒng zǐ 、朝: 공자 [ˈko̞(ː)ŋd͡ʑa̠]、英: Confucius [kənˈfju.ʃəs]、紀元前552年または紀元前551年 - 紀元前479年）は、春秋時代の中国の思想家、哲学者。儒家の始祖。氏は孔、諱は丘、字は仲尼（ちゅうじ）。孔子は尊称である。ヨーロッパではラテン語化された"Confucius"（孔夫子の音訳、夫子は先生への尊称）の名で知られている。読みの「こうし」は漢音、「くじ」は呉音。釈迦、キリスト、ソクラテスと並び四聖人（四聖）に数えられる。
有力な諸侯国が領域国家の形成へと向かい、人口の流動化と実力主義が横行して旧来の都市国家の氏族共同体を基礎とする身分制秩序が解体されつつあった周末、魯国に生まれ、周初への復古を理想として身分制秩序の再編と仁道政治を掲げた。孔子の弟子たちは孔子の思想を奉じて教団を作り、戦国時代、儒家となって諸子百家の一家をなした。孔子の死後約400年かけて孔子の教えをまとめ、弟子達が編纂したのが『論語』である。
約3000人の弟子がおり、特に「身の六芸に通じる者」として七十子がいた。そのうち特に優れた高弟は孔門十哲と呼ばれ、その才能ごとに四科に分けられている（そのため、四科十哲とも呼ばれる）。すなわち、徳行（論語古義によると徳行は、言語・政事・文学の三者を兼ねる）に顔回・閔子騫・冉伯牛・仲弓、言語に宰我・子貢、政事に冉有・子路、文学（学問のこと）に子游・子夏である（その中でも子路と孔子のやり取りが論語のなかでは1番多い）。その他、孝の実践で知られ、『孝経』の作者とされる曾参（曾子）がおり、その弟子には孔子の孫で『中庸』の作者とされる子思がいる。
孔子の死後、儒家は八派に分かれた。その中で孟軻（孟子）は性善説を唱え、孔子が最高の徳目とした仁に加え、実践が可能とされる徳目義の思想を主張し、荀況（荀子）は性悪説を唱えて礼治主義を主張した。『詩』『書』『礼』『楽』『易』『春秋』といった周の書物を六経として儒家の経典とし、その儒家的な解釈学の立場から『礼記』や『易伝』『春秋左氏伝』『春秋公羊伝』『春秋穀梁伝』といった注釈書や論文集である伝が整理された（完成は漢代）。
孔子の死後、孟子・荀子といった後継者を出したが、戦国から漢初期にかけてはあまり勢力が振るわなかった。しかし前漢・後漢を通じた中で徐々に勢力を伸ばしていき、国教化された。以後、時代により高下はあるものの儒教は中国思想の根幹たる存在となった。
20世紀、1910年代の新文化運動では、民主主義と科学を普及させる観点から、孔子および儒教への批判が雑誌『新青年』などで展開され、1949年に成立した中華人民共和国では、1960年代後半から1970年代前半の文化大革命において、毛沢東とその部下達は批林批孔運動という孔子と林彪を結びつけて批判する運動を展開。孔子は封建主義を広めた中国史の悪人とされ、林彪はその教えを現代に復古させようと言う現代の悪人であるとされた。近年、中国では、中国共産党が新儒教主義また儒教社会主義を提唱し（儒教参照）、また、「孔子」がブランド名として活用されている（孔子鳥、孔子学院を参照）。

## 時代背景

### 周公旦と礼学
孔子の生まれた魯（紀元前1055年 - 紀元前249年）は、周公旦を開祖とする諸侯国で、周公旦は周王室の有力者で殷を滅ぼした武王の弟とされる。周公旦は、武王の子である成王を補佐し、克殷直後の周を安定させたと伝えられている。周公旦は、征服地の山東半島の曲阜に封じられて諸侯のひとり魯公となるが、魯に向かうことはなく、嫡子の伯禽に赴かせてその支配を委ね、自らは関中の鎬京と華北平原への出口を扼する洛陽を拠点とする周本国で朝政に当たっていた。
周公旦は、周王朝の礼制を定めたとされ、礼学の基礎を築き、周代の儀式・儀礼について『周礼』『儀礼』を著したとされる。旦の時代から約500年後の春秋時代に生まれた孔子は、魯の建国者周公旦を理想の聖人と崇めた。論語の伝えるところによれば孔子は、常に周公旦のことを夢に見続けるほどに敬慕し、ある時に夢に旦のことを見なかったので「年を取った」と嘆いたと言うほどであった。
魯では周公旦の伝統を受け継ぎ、周王朝の古い礼制がよく保存されていた。この古い礼制をまとめ上げ、儒教として後代に伝えていったのが、孔子一門である。孔子が儒教を創出した背景には、魯に残る伝統文化があった。

### 魯国の状況
春秋時代に入ってからの魯国は、晋・斉・楚といった周辺の大国に翻弄される小国となっていた。国内では、魯公室の分家である三桓氏が政治の実権を握り、寡頭政治を行っていた。三桓氏とは、孟孫氏（仲孫氏）・叔孫氏・季孫氏のことをいう。魯の第15代君主桓公の子に生まれた3兄弟の慶父・叔牙・季友は第16代荘公の重臣となり、慶父から孟孫氏（仲孫氏）、叔牙から叔孫氏、季友から季孫氏に分かれ代々魯の実権を握ってきた。特に権力を極めたのが季孫氏で、代々司徒の役職に就き、叔孫氏が司馬、孟孫氏（仲孫氏）が司空を務めた。
孔子の生まれた当時は襄公（紀元前572年-紀元前542年）の時代であった。紀元前562年には季孫氏の季孫宿（季武子）の発議によってそれまで上下二軍組織だった魯国軍を上中下の三軍組織に再編、のちに三桓氏は軍事を独占するようになる 。

## 生涯

### 出自
紀元前552年（一説には前551年）に、魯国昌平郷辺境の鄹邑（陬邑、すうゆう）、現在の山東省曲阜（きょくふ）で鄹邑大夫の次男として生まれた。父は既に70歳を超えていた叔梁紇（しゅくりょうこつ）または孔紇（こうこつ）、母は身分の低い16歳の巫女であった顔徴在（がんちょうざい）とされるが、『論語』の中には詳細な記述がない。父は三桓氏のうち比較的弱い孟孫氏に仕える軍人戦士で、たびたびの戦闘で武勲をたてていた。沈着な判断をし、また腕力に優れたと伝わる。また『史記』には、叔梁紇が顔氏の娘との不正規な関係から孔子を生んだとも、尼丘という山に祷って孔子を授かったとも記されている。このように出生に関しては諸説あるものの、いずれにしても決して貴い身分では無かったようである。「顔徴在は尼山にある巫祠の巫女で、顔氏の巫児である」と史記は記す。貝塚茂樹は、孔子は私生児ではなかったが嫡子ではなく庶子であったとしたうえで、後代の儒学者が偉人が処女懐胎で生まれる神話に基づいて脚色しようとするのに対して、合理的な司馬遷の記述の方が不敬とみえても信頼できるとしている。孔子はのちに「吾少（わか）くして賎しかりき、故に鄙事に多能なり」と語っている。
『史記』によれば、孔子の祖先は宋の人であるという。『孔子家語』本姓解ではさらに詳しく系図を記し、孔子を宋の厲公の兄である弗父何の10代後の子孫であり、孔子の曽祖父の防叔のときに魯に移ってきたと言っている。
孔子は3歳の時に父の叔梁紇(孔紇)を失い、母の顔徴在とともに曲阜の街へと移住したが、17歳の時に母も失い、孤児として育ちながらも勉強に励んで礼学を修めた。幼少期には、母の顔徴在の影響を受けて、葬式ごっこをして遊んでいたという。しかし、成長してから、どのようにして礼学を学んだのかは分かっていない。そのためか、礼学の大家を名乗って国祖の周公旦を祭る大廟に入ったときには、逆にあれは何か、これは何かと聞きまわるなど、知識にあやふやな面も見せているが、細かく確認することこそこれが礼であるとの説もある。また、老子に師事して教えを受けたという説もある。
弟子の子貢はのちに「夫子はいずくにか学ばざらん。しかも何の常の師かあらん。（先生はどこでも誰にでも学ばれた。誰か特定の師について学問されたのではない）」（子張篇）と答えたといわれ、孔子は地方の小学に学び、地方の郷党に学んだ。特定の正規の有名な学校で学んだわけではないという意味で独学であった。
孔子の生活は、明るく楽しいものではなかった。姉もたくさんいて、足の不自由な兄もいる。父は、孔子が3歳の時に亡くなった。母は17歳の時に亡くなってから、それまでの生活は、母の仕事によって成り立っていたのだろう 。
父母の年齢がかなり離れていたので、子どもが生まれるかどうか、特に母は心配だった。そこで、祈祷師でもある母は「尼丘に祷り、孔子を得たり」近くの尼丘山にいのって、孔子をさずかることができた。魯国の襄公22年9月28日とされている。ただし、生年には諸説があり、『春秋公羊伝』は「襄公21年10月1日庚子孔子生」とする。同穀梁伝は「21年庚子、孔子10月5日の後に生まる」とする。また『史記集解索隠正義礼記』は、周の正月は11月なので、『史記』の22年は実際は21年になる、という。その他、限りなく諸説が展開し、南宋の王応麟は、もはや考えるすべもないと嘆息している。新しいところでは、張培瑜が「孔子生卒的中暦和公暦日期」において、従来の諸説を概観した結果、魯の襄公22年10月27日庚子、現在の中国の暦法で、前551年9月28日とするのが妥当だろう、と述べている。誕生にまつわる話で孔子が生まれる夜、天から二頭の蒼龍が母の部屋の上に降りてきて、母は夢の中に孔子を産んだ。また、2人の神女が空中から香露を擎げて降りてきて、母に沐浴させた。天帝も、鈞天の楽を奏しながら部屋の上に降りてきた。空中に「天が聖なる子を産むので、地で音楽の枠を奏するのである」という声が聞こえた。五人の老人が庭に立った。これは、五つの星の精である。五つの星は、五行説にいう木、火、土、金、水の五行の精。それぞれ、木精、火精、土精、金精、水精をさす。さて孔子が生まれる前に、麒麟が村に現れて玉書を吐き出した。そこには「水精の子が、哀えている周王朝を継いで、素王ー王位に就かず、王者の徳を備えている人になるだろう」とあった。水精は五行の循環によって歴史が展開するという考えに基づく。周王朝は火の徳に当たるので、それを継ぐのは水の徳ということになる。孔子の母は、繡紱を麒麟の角にかけてやった。麒麟は、孔子の家に二泊してから去っていった。原形は、東晋の王嘉著の『王子年拾遺記』巻3に見られる。王嘉は、隠遁生活を続けて穴居生活をし、俗世と交わらず、五穀を食べず門弟数百人を擁したという。よか未来を予言し、のち長安に出て終南山に住んだ。別に、これは南朝梁の蕭紀の著で、名を王嘉に託したものという。

### 青年期
紀元前542年6月、魯の襄公が薨去すると、太子の魯公野が即位するが同年の9月、野は突然死したため、襄公と斉帰の間の子である稠が昭公（?-紀元前510年）として君主に即位した。
紀元前538年に15歳の孔丘が学に志している。
紀元前537年に魯の軍事を独占していた季孫氏は一軍を廃止するとともに私物化し、さらに三桓氏が魯国軍を三分し私軍化し、三家による独裁体制が実現した。
紀元前534年、孔子19歳のときに宋の幵官（けんかん）氏と結婚する。翌年、子の孔鯉（字は伯魚）が誕生。
紀元前525年、28歳の孔子はこの頃までに魯に仕官し、まず倉庫を管理する委吏に、次に牧場を管理する乗田となった。紀元前518年には、孔子がはじめて弟子をとった記録が残っている。またこの年、孔子は周の都である洛陽へと遊学している。
紀元前517年、孔子が36歳のとき、第23代君主昭公による先代君主襄公を祭る場で、宮廷の礼制が衰え、舞楽も不備で舞人はわずか二名であった。他方、季孫氏の祭りの際には64人の舞人が舞った。これを見て孔子は憤慨する。同年9月、昭公が季孫氏の季孫意如（季平子）を攻めるが、クーデターは失敗し、斉へ国外追放され、昭公はそこで一生を終える。孔子も昭公のあとを追って斉に亡命する。この途上で「苛政は虎よりも猛なり」の故事が起こった。この間、魯は紀元前509年に定公が第24代君主に就任するまで空位時代であった。斉の景公が孔子を召し出そうとしたが、宰相の晏嬰がこれを阻んだ。また、孔子は斉の首都臨淄で肉の味がわからないほどに音楽に感銘を受ける。
孔子は魯へと戻った。魯に戻ってからの孔子は長く仕官せず、弟子をとり教育することに励んだ。顔回や仲弓、子貢などの主要な弟子の多くはこの時期に入門している。この頃、陽虎から仕官の声がかかったが断っている。
紀元前505年、季孫氏当主の季孫斯（季桓子）に仕えていた陽虎（陽貨）が反旗を翻して魯の実権を握る。同年、陽虎は、孔子を召抱えようとし、また孔子も陽虎に仕えようとしたが、それは実現しなかった。なお陽虎と孔子は二人とも巨漢で容貌が似ており、孔子は陽虎と見間違えられ、危難に遭ったことがある。
紀元前502年に陽虎は叔孫氏・孟孫氏（仲孫氏）の家臣を従えて、三桓氏の当主たちを追放する反乱を起こして籠城戦を繰り広げたが、三桓氏連合軍に敗れ、魯の隣国である斉に追放され、その後、宋・晋を転々とし、紀元前501年に晋の趙鞅に召抱えられた。
（孔子についても、ほとんど分かっていない。母の仕事の影響をうけて、文字を知り、礼法を知り、そして知識によって生きていこうと決心して、まず村の役人になることができた。しかしその礼法は、あくまで祈祷師としてのそれであり、社会全般、まして国家としてのそれではない。おそらく、天下に通ずる礼、伝統的に守り続けられてきた礼法を学ぶ為に、必死になって各地を訪れ、知識人に会っては、自分なりに整理し、体系付けていった。この努力が、孔子の基礎を作った。）

### 大司寇時代
紀元前501年、孔子52歳のとき定公によって中都の宰に取り立てられた。その翌年の紀元前500年春、定公は斉の景公と和議をし、「夾谷の会」とよばれる会見を行う。このとき斉側から申し出た舞楽隊は矛や太刀を小道具で持っていたので、孔子は舞楽隊の手足を切らせた。「春秋伝」によれば、これはかの有名な宰相晏子による計略で、それを孔子が見破ったといわれる。景公はおののき、義において魯に及ばないことを知った。この功績で孔子は最高裁判官である大司寇に就任し、かつ外交官にもなった。孔子は晋との長年の「北方同盟」から脱退した。三桓氏がこれまで晋の権力を背景に魯の君主に圧迫することを繰り返してきたからで、それを禁絶するためだった。
紀元前498年、弟子を顔回以外全員取った少正卯を誅殺する。
紀元前498年、孔子は弟子のなかで武力にすぐれた子路を季孫氏に推薦したうえで、三桓氏の本城、季孫氏の費城、淑孫氏の后城と孟孫氏の成城の城壁を破壊する計画を実行に移し、定公にすすめて軍を進めたが、落とせなかった。これは、先に陽虎が季孫氏に反旗を翻したように、曲阜に国相として居住する三桓氏に対し、地方にある三桓氏の居城にいる有力家臣がその本城に拠って下剋上を起こす傾向が強かったため、この憂いを取り除くためのものとして孔子が定公ならびに三桓氏に勧めたもので、このため君主権を拡大できる定公のみならず、三桓氏の同意もいったんは得ることができた。しかし、叔孫氏の本城城壁は破壊できたものの、家臣の抵抗にあっててこずり、孟孫氏の本城では家臣が同意せずに城壁に拠って抵抗を続けたうえ、主君である孟孫氏もこれに納得して反対の立場に回ったために失敗した。

### 亡命から晩年まで
翌年の紀元前497年に官を辞し、弟子とともに諸国巡遊の旅に出た。国政に失望したとも、三桓氏の反撃ともいわれる。以後、孔子は13年の間、諸国を転々とする。まず孔子が赴いたのは衛であり、ここに5年ほど滞在した。ついで紀元前493年、いったん晋に向かったが衛に戻り、曹へ向かおうとして宋で妨害されたために鄭へと逃れ、ついで陳に赴き、いったん蔡に向かった時期を含めるとここに4年ほど滞在した。紀元前489年、孔子は楚に向かったが、同年には衛へと戻り、紀元前484年に魯に帰国するまでは衛に滞在し続けた。
（孔子の外遊中の紀元前494年には魯で哀公が第27代君主に就任する。前487年に魯は隣国の呉に攻められるも奮戦し、和解した。その後、斉に攻められ敗北した。前485年には呉と共に斉へ攻め込み大勝した。翌年の前484年にはまた斉に攻められた。）
紀元前484年、孔子は69歳の時に13年の亡命生活を経て魯に帰国し、死去するまで詩書など古典研究の整理を行なう。この年、子の孔鯉が50歳で死んでいる。
紀元前483年、孔子は斉の簡公を討伐するよう哀公に進軍を勧めるが、実現しなかった。その3年後の前481年、斉の簡公が宰相の田恒（陳恒）に弑殺されたのを受けて、孔子が再び斉への進軍を3度も勧めるが、哀公は聞き入れなかった。『論語』の憲問編にて「大夫の末席に連なる以上、（聞き入れて貰えないのは分かっていても）言わざるを得なかった」と嘆いたと記すのはこの時のことである。
孔子の作と伝えられる歴史書『春秋』は哀公14年（紀元前481年）に魯の西の大野沢（だいやたく）で狩りが行われた際、叔孫氏に仕える御者が、麒麟を捉えたという記事（獲麟）で終了する。このことから後の儒学者は、孔子は、それが太平の世に現れるという聖獣「麒麟」であるということに気付いて衝撃を受けた。太平とは縁遠い時代に本来出てきてはならない麒麟が現れた上、捕まえた人々がその神聖なはずの姿を不気味だとして恐れをなすという異常事態に、孔子は自分が今までやってきたことは何だったのかというやり切れなさから、自分が整理を続けてきた魯の歴史記録の最後にこの記事を書いて打ち切ったとも解釈している。ここから「獲麟」は物事の終わりや絶筆のことを指すようになった。この年、一番弟子だった顔回が死去している。次いで紀元前480年には衛に仕えていた子路も殺された。
紀元前479年に孔子は74歳で没し、曲阜の城北の泗水のほとりに葬られた。前漢の史家司馬遷は、その功績を王に値すると評価し、「孔子世家」とその弟子たちの伝記「仲尼弟子列伝」を著した。儒教では「素王」（そおう、無位の王の意）と呼ぶことも多い。

### 孔子死後の魯
孔子の死後、前471年に哀公は晋と同じく斉へ指揮官として進軍する。さらに前468年に三桓氏の武力討伐を試みるも三桓氏に屈し、衛や鄒を転々とした後に越へ国外追放され、前467年にその地で没した。
孔鯉の息子で孔子の孫である子思（紀元前483年?-紀元前402年?）は幼くして父と祖父を失ったため孔子との面識はわずかだが、曾子の教えを受け儒家となり、魯の第30代君主穆公（? - 紀元前383年）に仕えた。穆公は在位期間中に改革を実行し、哀公・悼公・元公の3代（27代～29代）にわたる三桓氏の専制の問題から脱却し、魯公室の権威を確立して、隣国の斉とのあいだで数度の戦争を展開した。孟子は子思の学派から儒学を学んでいる。
のち、国としての魯は衰退し、紀元前249年に楚に併合され、滅亡した。

## 思想
『仁（人間愛）と礼（規範）に基づく理想社会の実現』（論語）
孔子はそれまでのシャーマニズムのような原始儒教（ただし「儒教」という呼称の成立は後世）を体系化し、一つの道徳・思想に昇華させた（白川静説）。その根本義は「仁」であり、仁が様々な場面において貫徹されることにより、道徳が保たれると説いた。しかし、その根底には中国伝統の祖先崇拝があるため、儒教は仁という人道の側面と礼という家父長制を軸とする身分制度の双方を持つにいたった。
柄谷行人によると、人間社会は、四つの交換様式の組み合わせから成り立ち、一つ目の交換様式Aは「互酬（贈与とお返し）」。人類史で見れば、原始社会や氏族社会は交換様式Aの原理から成り立つ。二つ目は、被支配者は支配者に対して税や年貢を支払い、その見返りとして、生命財産の保護を受け、公共事業や福祉などを通じて再分配を受ける交換様式B「略取と再分配」。三つ目の交換様式Cは、資本主義社会で最も支配的な交換様式である「商品交換」。四つ目の交換様式Dは、「交換様式A・交換様式B・交換様式Cのいずれをも無化し、乗り越える」交換様式である。「交換様式A・交換様式B・交換様式Cのいずれをも無化し、乗り越える」交換様式Dの実現を目指す社会運動が出現する条件は、非常に発展した交換様式A・交換様式B・交換様式Cが社会に浸透していることであり、交換様式A・交換様式B・交換様式Cが社会を包摂しているからこそ、それらを無化し、乗り越えようとする交換様式Dが出現する。交換様式Dは、まず崩壊していく交換様式Aを高次に回復する社会運動として現れる。具体的には、共同体的拘束から解き放たれた自由な個人のアソシエーションとして相互扶助的な共同体を創り出すことを目指す。したがって、交換様式Dは共同体的拘束や国家が強いる服従に抵抗する（交換様式Aと交換様式Bを批判し、否定する）。また、階級分化と貧富の格差を必然的にもたらす交換様式Cを批判し、否定する。これこそが交換様式Dは、「交換様式A・交換様式B・交換様式Cのいずれをも無化し、乗り越える」交換様式である、ということの意味であり、中国における孔子もまた交換様式Dを開示したとみられる。
孔子は自らの思想を国政の場で実践することを望んだが、ほとんどその機会に恵まれなかった。孔子は優れた能力と魅力を持ちながら、世の乱れの原因を社会や国際関係における構造やシステムの変化ではなく個々の権力者の資質に求めたために、現実的な政治感覚や社会性の欠如を招いたとする見方がある。孔子の唱える、体制への批判を主とする意見は、支配者が交代する度に聞き入れられなくなり、晩年はその都度失望して支配者の元を去ることを繰り返した。それどころか、孔子の危惧した通り、最愛の弟子の顔回は赤貧を貫いて死に、理解者である弟子の子路は謀反の際に主君を守って惨殺され、すっかり失望した孔子は不遇の末路を迎えた。

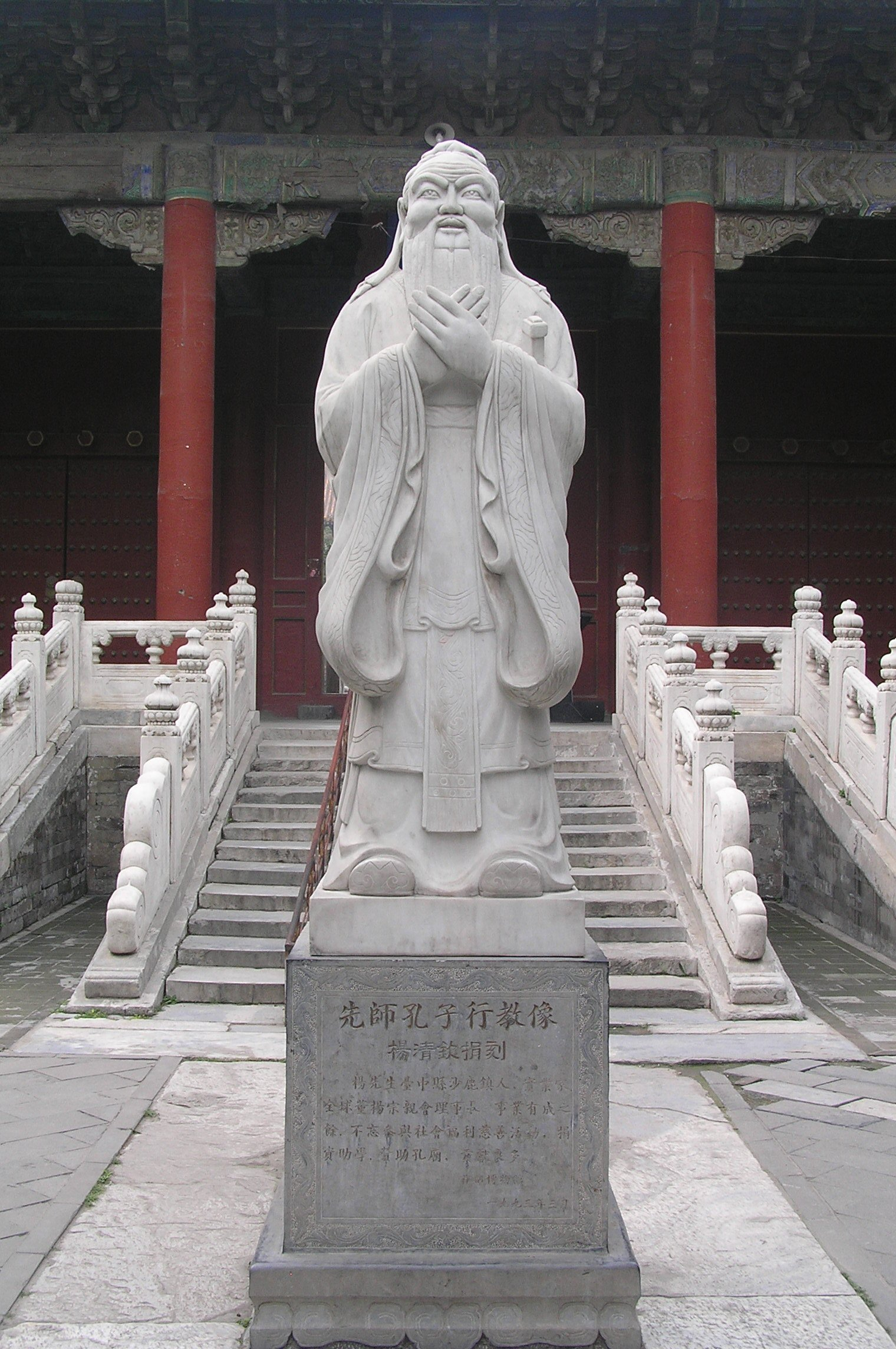
孔子像

### 封号
孔子の没後、孔子に対して時の為政者から様々な封号が贈られた。
| 時 代    | 贈った為政者             | 封 号                | 年月（西暦）               |
| -------- | ------------------------ | -------------------- | -------------------------- |
| 春秋時代 | 哀公（魯）               | 尼父                 | 哀公16年4月（紀元前479年） |
| 前漢     | 平帝（実質王莽の差し金） | 褒成宣尼公           | 元始元年夏5月（1年）       |
| 北魏     | 孝文帝                   | 文聖尼父             | 太和16年2月（492年）       |
| 北周     | 静帝                     | 鄒国公               | 大象2年3月（580年）        |
| 隋       | 文帝                     | 先師尼父             | 開皇元年（581年）          |
| 唐       | 太宗                     | 先聖                 | 貞観2年（628年）           |
| 唐       | 太宗                     | 宣父                 | 貞観11年（637年）          |
| 唐       | 高宗                     | 太師                 | 乾封元年1月（666年）       |
| 唐       | 武則天（武周）           | 隆道公               | 天授元年（690年）          |
| 唐       | 玄宗                     | 文宣王               | 開元27年（739年）          |
| 北宋     | 真宗                     | 元聖文宣王           | 大中祥符元年11月（1008年） |
| 北宋     | 真宗                     | 至聖文宣王           | 大中祥符5年12月（1012年）  |
| 元       | 成宗                     | 大成至聖文宣王       | 大徳11年7月（1307年）      |
| 明       | 世宗                     | 至聖先師孔子         | 嘉靖9年（1530年）          |
| 清       | 世祖                     | 大成至聖文宣先師孔子 | 順治2年（1645年）          |
| 清       | 世祖                     | 至聖先師             | 順治14年（1657年）         |
| 中華民国 | 国民政府                 | 大成至聖先師         | 民国24年（1935年）         |

## 人物
身長は9尺6寸、216cmの長身（春秋時代の1尺=22.5cmとして計算）で、世に「長人」と呼ばれたという（『史記』孔子世家）。
容貌は上半身長く、下半身短く、背中曲がり、耳は後ろのほうについていたという（『荘子』外物篇）。
飯は十分に精白されている米や、膾（冷肉を細く切った物）などを好み、時間が経ち蒸れや変色、悪臭がする飯や魚や肉、煮込み過ぎ型崩れした物は食べなかった。また季節外れの物、切り口の雑な食べ物、適切な味付けがされていない物も食べなかった。祭祀で頂いた肉は当日中に食べる。自分の家に供えた肉は3日以上は持ち越さず、3日を過ぎれば食べないほか、食べる時には話さない等、飲食に関して強いこだわりを持っていた。

## 弟子とその学統
同時代の思想家との応酬のほか、その学統は顔淵・閔子騫・冉伯牛・仲弓・宰我・子貢・冉有・季路・子游・子夏ら孔門十哲、更に七十子らに引き継がれた。

## 子孫
孔子の子孫で著名な人物には子思（孔子の孫）、孔安国（11世孫）、孔融（20世孫）などがいる。孔子の子孫と称する者は数多く、直系でなければ現在400万人を超すという。
孔子に敬意を表するため、孔子その人に様々な封号が贈られたのは前述の通りであるが、その子孫にも厚い待遇が為された。まず前漢の皇帝の中でも特に儒教に傾倒した元帝が、子孫に当たる孔覇に「褒成君」という称号を与えた。また、次の成帝の時、匡衡と梅福の建言により、宋の君主の末裔を押しのけ、孔子の子孫である孔何斉が殷王の末裔を礼遇する地位である「殷紹嘉侯」に封じられた。続いて平帝も孔均を「褒成侯」として厚遇した。その後、時代を下って宋の皇帝仁宗は1055年、第46代孔宗願に「衍聖公」という称号を授与した。以後「衍聖公」の名は清朝まで変わることなく受け継がれた。しかも「衍聖公」の待遇は次第に良くなり、それまで三品官であったのを明代には一品官に格上げされた。これは名目的とはいえ、官僚機構の首位となったことを意味する。
孔子後裔に対する厚遇とは、単に称号にとどまるものではない。たとえば「褒成君」孔覇は食邑800戸を与えられ、「褒成侯」孔均も2000戸を下賜されている。食邑とは、簡単に言えば知行所にあたり、この財政基盤によって孔子の祭祀を絶やすことなく子孫が行うことができるようにするために与えられたのである。儒教の国教化はこのように孔子の子孫に手厚い保護を与え、繁栄を約束したといえる。
孔子の死後すぐに、孔子の住居は魯の哀公によって廟に作り替えられた。この廟（孔廟）は歴代王朝によって維持・拡張され、巨大な建築群となった。現代においては、北京の紫禁城に次ぎ、泰安市の岱廟とともに中国三大宮廷建築の一つと呼ばれている。また、泗水のほとりに葬られた孔子の墓である孔林も、歴代の孔子の子孫が埋葬され続けるとともに規模も拡大され、広大な墓所となった。この孔林に埋葬されている孔子の子孫の数は10万人以上ともされている。そして宋朝期からは、孔廟と孔林を維持管理するために孔家は曲阜に邸宅をもうけ、1055年に衍聖公に封じられると維持管理の役所も兼ねるようになった。この邸宅は衍聖公府（孔府）と呼ばれ、これも後世になるにつれて拡張され立派なものになっていった。この3つの建築群はあわせて、三孔と呼ばれる。現在でも、山東省曲阜市には孔廟、孔林、そして孔府（旧称・衍聖公府）が現存している。
これらの三孔の建築群は、1994年にユネスコによって世界遺産に指定された。
第46代孔宗願から、第77代孔徳成に至るまで直系の子孫は孔府に住んでいた。なお、孔徳成は中華人民共和国の成立に伴い、1949年に台湾へ移住している。中華人民共和国の外交官孔泉は、孔子の76代目の子孫といわれる。
朝鮮の氏族の曲阜孔氏の始祖である。

## 系譜
孔子の子孫一族に伝承する家系図は「孔子世家譜」である。孔子以降、現在に至るまで83代の系譜を収めたこの家系図は2005年にギネス・ワールド・レコーズに「世界一長い家系図」として認定されている。なおこの孔子世家譜は2009年現在までに5回の大改訂が行われている。第1回は明時代（1621年 - 1627年）、第2回と第3回は清時代（1662年 - 1723年）、（1736年 - 1795年）、第4回は中華民国時代（1930年 - 1937年）、第5回は中華人民共和国時代（1998年 - 2009年）である。第5回目の大改訂については、2008年12月31日に資料収集が終了。2009年9月24日に完成した。今回の孔子世家譜には初めて中国国外および女性の子孫も収録され、200万人以上の収録がなされた。

## チベット文化圏
チベットの宗教儀礼や占星術の文献には、孔子に比定されるコンツェ（ ཀོང་རྩེ། ワイリー方式：kong rtse）なる人物が登場する。なお現代における孔子の標準的なチベット語表記は普通話音を転写した ཁུང་ཙི། （ワイリー方式：khung tsi）である。

## 伝記（学術）
- 金谷治　『孔子』　講談社学術文庫、ISBN 4061589350
- 貝塚茂樹　『孔子』　岩波新書青版、1951年（後に改版）、ISBN 4004130441
- 白川静 『孔子伝』　中公文庫、ISBN 4122041600
- 和辻哲郎　『孔子』　岩波文庫、ISBN 400331445X
- 加地伸行　『孔子』 　角川ソフィア文庫、2016年（新訂版）、ISBN 404400045X
- 蜂屋邦夫　『孔子　中国の知的源流』　講談社現代新書、1997年
- ハーバート・フィンガレット[注釈 2]　『孔子　聖としての世俗者』 山本和人訳、平凡社ライブラリー、1994年
- H・G・クリール　『孔子　その人とその伝説』 田島道治訳、岩波書店、1961年、復刊1993年ほか
- 坂口昌弘著『ヴァーサス日本文化精神史』文學の森

## 孔子を題材にした作品
小説
- 下村湖人 『論語物語』　講談社学術文庫、ISBN 4061584936
- 中島敦 『弟子』　岩波、角川、新潮の各文庫ほか
- 井上靖 『孔子』　新潮文庫、ISBN 4101063362
- 緑川佑介 『孔子の一生と論語』　明治書院、新装版2007年、ISBN 462568403X
- 酒見賢一　『陋巷に在り』 新潮文庫全13巻
- 李長之　『人間孔子』　守屋洋訳、徳間文庫、1989年
- 銭寧 『聖人・孔子の生涯』 松岡亮訳、東洋書院、2005年
- 丁寅生　『孔子物語』　孔健・久米旺生訳、徳間文庫、2008年
- 三宅昭 『小説　論語物語』 三宅参衛監修　鶴書院、2009年
- 古林青史 『宰予　一　孔子から不仁な者と呼ばれた弟子の物語』　埼玉新聞社、2021年、ISBN 978-4-87889-528-9

映画
- 『孔夫子（中国語版）』（監督：費穆、主演：唐槐秋（中国語版）、1940年、中国、日本未公開）
- 『孔子の教え』（監督：フー・メイ（中国語版）、主演：チョウ・ユンファ、2009年、中国）

テレビドラマ
- 『東周列国 春秋篇』（演：王絵春、1996年、中国）
- 『孔子』（主演：チュウ・ガンリーヤオ、2011年、中国）
- 『恕の人 -孔子伝-』（主演：ウィンストン・チャオ、2012年、中国）

漫画
- 鄭問　『東周英雄伝』　講談社漫画文庫全3巻、1995年
- 諸星大二郎 『孔子暗黒伝』　新版集英社文庫 コミック全1巻、1996年
- 猪原賽原作、李志清画 『孔子と論語』 メディアファクトリーコミック全3巻、2008年

アニメ
- 『孔子傳』（NHKアニメーション、1995年、監督：出崎統、原作は上記『東周英雄伝』）

コメディ
- 『哲学者サッカー』 - ギリシア哲学者チームと、ドイツ近代哲学者チームが、サッカーの試合をするというコメディ。孔子は主審を務めるという設定で、「論語には自由意志が無い」と噛み付いて来たニーチェにイエローカードを渡す。